# Arwad
Arwad, Arado o Arados (in fenicio 𐤀𐤓𐤅𐤃, ’RWD (Arwad, Arvad); in greco antico: Ἄραδος?, Àrados; in latino Aradus) è una città fenicia del mar Mediterraneo, costruita sull'intero territorio dell'unica isola della costa siriana, a 3 km da Tortosa, il secondo porto più grande della Siria.
Arado è conosciuta anche con altri nomi, relativi a particolari periodi della sua storia. È chiamata Arvad con riferimento all'epoca fenicia; fu ribattezzata Antiochia in Pieria (in greco antico: Ἀντιόχεια τῆς Πιερίας?) durante l'età ellenistica; il nome arabo è traslitterato in inglese come Arwad ed in francese come Arouad. Fu conosciuta anche come Arpad o Arphad.

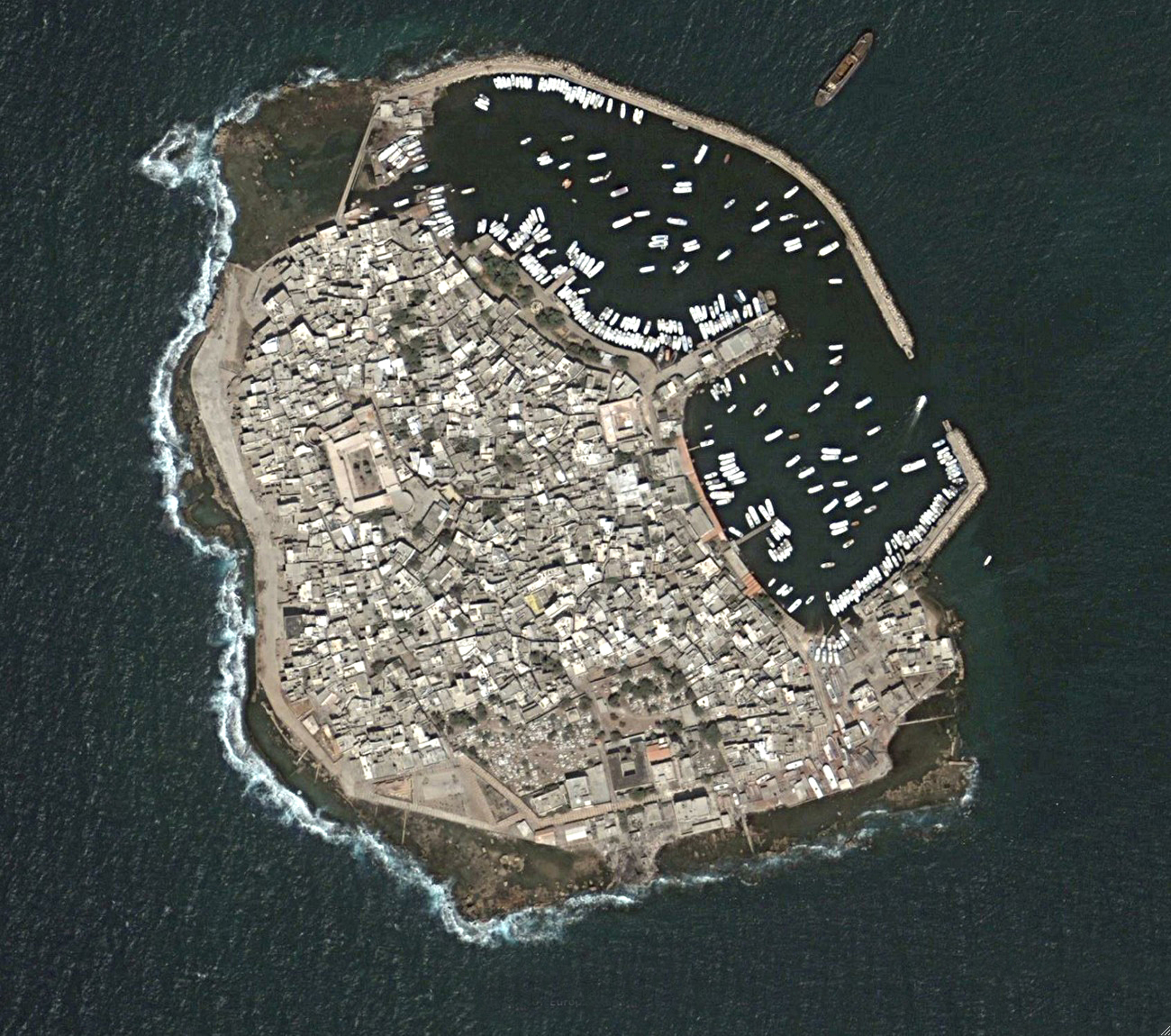
L'isola in una vista ravvicinata

## Storia
Durante l'epoca fenicia fu la capitale di un piccolo territorio: la conformazione dell'isola costituiva infatti una località di stanziamento naturale per i Fenici: fondamentale era anche la collocazione geografica, che la vedeva posta di fronte al varco di Homs, accesso fondamentale attraverso i monti del Libano dall'entroterra mesopotamico alla costa siro-palestinese.

### Età persiana
Le prime notizie di Arado risalgono al II millennio a.C., con alcune menzioni negli archivi di el-Amarna. Resistette alla conquista assira con la battaglia di Qarqar nell'853 a.C., mantenendo così una relativa autonomia, anche dopo la costituzione della provincia locale di Sumura. Grazie al pagamento di alcuni tributi periodici riesce a mantenere intatta la propria autonomia: il re locale Maharbaal parteciperà inoltre alle guerre persiane contro i Greci.
Con la spedizione in Terrasanta dell'anno 1300, la città fu occupata dai crociati, ma tre anni dopo (1302) il suo presidio capitolò davanti alle preponderanti forze dei Mamelucchi.

## Sito archeologico
La città antica occupava un'area abbastanza estesa. Strabone ne descriveva gli alti palazzi, di cui oggi rimangono solamente poche tracce. I resti di età romana sono attualmente sotto il livello del mare, dove sono stati individuati due porti ed un muro di cinta, forse medievale.
Diverse iscrizioni fenicie e greche testimoniano il culto locale del dio Melqart. Nella parte interna dell'isola, su un'altura, sono stati ritrovati i resti del santuario dedicato a Zeus di Baitokaiké, di età romana.